# La Nuova Cricca
La Nuova Cricca è stato un gruppo musicale beat italiano, nato sulle ceneri di un precedente gruppo chiamato La Cricca. Di entrambi i gruppi è stato bandleader Enrico Ciacci (1942-2018), chitarrista, fratello di Little Tony (1941-2013).

## Storia del gruppo

### La Cricca
La Cricca era nata per iniziativa di Franco Migliacci; oltre a Enrico Ciacci la formazione comprendeva le sorelle Laura e Marisa Fionda, Massimo Camilletti, Fabrizio Brunetti e Anna Maria Izzo, quest'ultima proveniente dai Collettoni di Rita Pavone, che aveva già inciso per la ARC un singolo con la canzone Piano (cover di Where Did Our Love Go? di Diana Ross e The Supremes, con il testo italiano scritto da Sergio Bardotti).
La Cricca debuttò al Cantagiro 1964 con Il surf delle mattonelle; con la stessa canzone partecipò anche al musicarello Questo pazzo, pazzo mondo della canzone, diretto da Bruno Corbucci e Giovanni Grimaldi nel 1965. Il secondo singolo era Ora siamo grandi, versione italiana di The Shoop Shoop Song portata al successo negli Stati Uniti da Betty Everett.
L'anno successivo il gruppo ritornò al Cantagiro con Balliamo senza scarpe, ma si sciolse subito dopo per alcuni dissidi interni.
Anna Maria Izzo continuò la carriera da solista, incidendo alcuni singoli, tra cui nel 1967 Non svegliarti mai, scritta da Mogol e Luigi Tenco, e partecipando a Un disco per l'estate 1970 con La corriera; nel 1965 inoltre cantò nell'album Gino Paoli allo Studio A.

### La Nuova Cricca
Dopo lo scioglimento de La Cricca, Ciacci formò La Nuova Cricca con altri componenti, Ivan Basilio (cantante che aveva inciso alcuni singoli in precedenza) e Mary Di Pietro (giovane ragazza abruzzese, anche lei, come la Izzo, con una carriera precedente di cantante e di attrice, nonché fidanzata di Ciacci).

Mary Di Pietro

Il gruppo partecipò al Cantagiro 1967 con T'accarezzerò se tu vorrai, che fu inserita prima nell'inedito film Passeggiando per Subiaco diretto da Tullio Piacentini e poi nel musicarello La più bella coppia del mondo, diretto da Camillo Mastrocinque nel 1968; sempre nel 1967 apparve in Marinai in coperta, di Bruno Corbucci.
L'attività del trio s'interruppe tragicamente a seguito della morte di Mary Di Pietro in un incidente automobilistico, avvenuta mentre il gruppo stava tornando a Roma dopo un concerto il 29 settembre 1967. Ciacci continuò la carriera come chitarrista, sia da solo che accompagnando il fratello.
Ivan Basilio (il cui vero nome è Basilio Filacchioni) proseguì la carriera come autore di canzoni per altri artisti (ad esempio Il mio amore per Giulia, interpretata da Little Tony, usando spesso lo pseudonimo Basilivan) e come session man, suonando in dischi come Discocross di Giorgio Farina.

## Formazione

### La Cricca

Enrico Ciacci e Mary Di Pietro

- Enrico Ciacci: voce solista, chitarre
- Anna Maria Izzo: voce solista
- Fabrizio Brunetti: voce
- Massimo Camilletti: voce
- Marisa Fionda: voce, chitarra
- Laura Fionda: voce, chitarra

### La Nuova Cricca
- Enrico Ciacci: voce solista, chitarre
- Mary Di Pietro: voce solista, percussioni
- Ivan Basilio: voce, chitarra

## Discografia

### La Cricca
- 1964: Il surf delle mattonelle/Vieni al mare (ARC, AN 4011)
- 1964: Amico va/Ora siamo grandi (ARC, AN 4022)
- 1964: I ragazzi vogliono sapere/Ho imparato da te (ARC, AN 4032)
- 1965: Balliamo senza scarpe/Okay (ARC, AN 4054)

### La Nuova Cricca
Singoli
- 1966: I tuoi amici sanno/Stai su con il morale (ARC, AN 4079)
- 1966: T'accarezzerò se tu vorrai/Senti ragazzo (ARC, AN 4095)

### Anna Maria Izzo
Singoli
- 1964: Piano/Come tutti gli altri (ARC, AN 4029)
- 1966: Amici come prima/Piove (ARC, AN 4089)
- 1967: Non svegliarti mai/È capitato proprio a me (CBS, 2613)
- 1969: Quando si spezza un grande amore/L'amore è come un sogno (Variety, FNP-NP 10134)
- 1970: La corriera/Ridi (Fontana Records, 6026 005)
- 1971: Una tazza di caffè/La voce del vento (Fontana Records, 6026 016)
- 1971: Bussa dai/Co-co (Fontana Records, 6026 017)
- 1972: Bubble gum/Co-co (Fontana Records, 6026 018)

Apparizioni
- 1965: Gino Paoli allo Studio A (RCA Italiana, S 1) con il brano Piano
- 1965: Auguri (RCA Italiana, SPEC-4) con il brano Piano
- 1998: Beat 600 - 60's & 70's golden nuggets tracks (Mercury Records, 565365 - 2) con il brano La corriera
- 2001: Arc Collection - Tutti i successi originali (Arc, 74321860072(10)) con i brani Amici come prima e Piano
- - Ragazzi pops (Arc, SA 17) con il brano Amici come prima, pubblicato anche negli Stati Uniti d'America
- - Golden Souvenirs from Italy (Philips Records, 9279 590) con il brano La corriera

### Mary Di Pietro
Singoli
- 1964: Quello che conta / Perché è così (ARC AN 4017)
- 1964: I ragazzi vogliono sapere / Ho imparato da te (ARC AN 4032)
- 1965: Evviva la felicità / Un giorno o l'altro tu piangerai (Ricordi SRL 10.395)

## Filmografia
- Questo pazzo, pazzo mondo della canzone, regia di Bruno Corbucci e Giovanni Grimaldi (1965) come La Cricca
- Passeggiando per Subiaco, regia di Tullio Piacentini (1967) come La Nuova Cricca
- Marinai in coperta, regia di Bruno Corbucci (1967) come La Nuova Cricca
- La più bella coppia del mondo, regia di Camillo Mastrocinque (1968) come La Nuova Cricca